# شتاين هاوغن
شتاين هاوغن (بالنرويجية البوكمول: Stein Haugen)‏ هو منافس ألعاب قوى نرويجي، ولد في 10 يناير 1933 في Lom, Norway ‏ في النرويج، وتوفي في 31 مارس 2008 في باروم في النرويج.

## وصلات خارجية
- شتاين هاوغن على موقع SpeedSkatingNews.info (الإنجليزية)
- شتاين هاوغن على موقع أوليمبيديا (الإنجليزية)